# Юнацький чемпіонат Європи з футболу (U-18) 1994
Чемпіонат Європи з футболу серед юнаків віком до 18 років 1994 року — пройшов в Іспанії з 24 по 31 липня. Переможцем стала збірна Португалії, яка у фіналі перемогла збірну Німеччини по пенальті 4:1 (основний час 1:1).

## Учасники
- Білорусь
- Франція
- Німеччина
- Нідерланди
- Португалія
- Росія
- Іспанія (господарі)
- Швеція

## Груповий етап

### Група A
| Збірна     | І | В | Н | П | ГЗ | ГП | РГ | О |
| ---------- | - | - | - | - | -- | -- | -- | - |
| Португалія | 3 | 3 | 0 | 0 | 6  | 1  | +5 | 9 |
| Нідерланди | 3 | 1 | 1 | 1 | 4  | 4  | 0  | 4 |
| Франція    | 3 | 1 | 0 | 2 | 6  | 7  | –1 | 3 |
| Швеція     | 3 | 0 | 1 | 2 | 2  | 6  | –4 | 1 |

| 24 липня |

| Франція | 1 – 3 | Португалія |
| ------- | ----- | ---------- |
|         |       |            |

| Касерес |

| 24 липня |

| Нідерланди | 1 – 1 | Швеція |
| ---------- | ----- | ------ |
|            |       |        |

| Бадахос |

| 26 липня |

| Португалія | 2 – 0 | Швеція |
| ---------- | ----- | ------ |
|            |       |        |

| Касерес |

| 26 липня |

| Франція | 2 – 3 | Нідерланди |
| ------- | ----- | ---------- |
|         |       |            |

| Дон-Беніто |

| 28 липня |

| Португалія | 1 – 0 | Нідерланди |
| ---------- | ----- | ---------- |
|            |       |            |

| Меріда |

| 28 липня |

| Швеція | 1 – 3 | Франція |
| ------ | ----- | ------- |
|        |       |         |

| Дон-Беніто |

### Група B
| Збірна    | І | В | Н | П | ГЗ | ГП | РГ | О |
| --------- | - | - | - | - | -- | -- | -- | - |
| Німеччина | 3 | 2 | 0 | 1 | 7  | 3  | +4 | 6 |
| Іспанія   | 3 | 2 | 0 | 1 | 9  | 6  | +3 | 6 |
| Росія     | 3 | 2 | 0 | 1 | 7  | 7  | 0  | 6 |
| Білорусь  | 3 | 0 | 0 | 3 | 3  | 10 | –7 | 0 |

| 24 липня |

| Іспанія | 4 – 2 | Росія |
| ------- | ----- | ----- |
|         |       |       |

| Альмендралехо |

| 24 липня |

| Білорусь | 0 – 3 | Німеччина |
| -------- | ----- | --------- |
|          |       |           |

| Херес |

| 26 липня |

| Німеччина | 1 – 2 | Росія |
| --------- | ----- | ----- |
|           |       |       |

| Херес |

| 26 липня |

| Білорусь | 1 – 4 | Іспанія |
| -------- | ----- | ------- |
|          |       |         |

| Альмендралехо |

| 28 липня |

| Німеччина | 3 – 1 | Іспанія |
| --------- | ----- | ------- |
|           |       |         |

| Касерес |

| 28 липня |

| Росія | 3 – 2 | Білорусь |
| ----- | ----- | -------- |
|       |       |          |

| Бадахос |

## Матч за 5-е місце
| 30 липня 1994 |

| Росія | 2 – 0 | Франція |
| ----- | ----- | ------- |
|       |       |         |

| Бадахос |

## Матч за 3-є місце
| 31 липня 1994 |

| Іспанія | 5 – 2 | Нідерланди |
| ------- | ----- | ---------- |
|         |       |            |

| Меріда |

## Фінал
| 31 липня 1994 |

| Португалія | 1 – 1    | Німеччина |
| ---------- | -------- | --------- |
|            |          |           |
|            | Пенальті |           |
|            | 4–1      |           |

| Меріда |

| Чемпіон Європи 1994  |
| -------------------- |
| Португалія 2-й титул |

## Збірні, що кваліфікувались намолодіжний ЧС 1995
- Німеччина
- Нідерланди
- Португалія
- Росія
- Іспанія